# Роккетта-ди-Вара
Роккетта-ди-Вара (итал. Rocchetta di Vara) — коммуна в Италии, располагается в регионе Лигурия, в провинции Ла Специя.
Население составляет 849 человек (2008 г.), плотность населения составляет 27 чел./км². Занимает площадь 32 км². Почтовый индекс — 19020. Телефонный код — 0187.
Покровителем коммуны почитается святая Иустина, празднование в последнее воскресение сентября.

## Демография
Динамика населения:

## Администрация коммуны
- Официальный сайт: